# Wicca (Band)
Wicca ist eine deutsche Thrash-Metal-Band aus Konstanz, die im Jahr 1985 gegründet wurde, 1990 aufgelöst wurde, 2006 neu zusammenfand und noch im selben Jahr aufgelöst wurde, ehe sie sich im Folgejahr erneut wiedervereinigte.

## Geschichte
Die Band wurde im Jahr 1985 gegründet und veröffentlichte in den nächsten drei Jahren zwei Demos. Während dieser Zeit spielte sie als Vorband für Gruppen wie Darkness, Accuser, Mucky Pup, Hades, Messiah, Despair, Chroming Rose, Midas Touch, Poltergeist und Drifter. Im Jahr 1988 erreichte die Band einen Vertrag bei Steps Records. Bei diesem Label veröffentlichte die Band ihr Debütalbum Splended Deed im Jahr 1989 und löste sich im Jahr 1990 auf. Im Jahr 2006 fand die Band wieder zusammen. Nach einer Tour durch den Osten Deutschlands verlor die Gruppe einen Vertrag mit Virgin Records, was zur erneuten Auflösung der Band führte.
Danach widmeten sich die Mitglieder anderen Projekten. Im Jahr 2007 unterschrieb die Gruppe einen Vertrag bei dem koreanischen Label Bleeding Chainsaw Records, um bei diesem das Album Splended Deed wiederzuveröffentlichen. Zu dieser Zeit fand die Band wieder zusammen. Es folgten Auftritte in Deutschland und der Schweiz, wobei die Band unter anderem als Vorgruppe für Jaguar spielte. Etwas später begab sich die Band mit Produzent Connie Andreszka, Bassist der Band Mystic Prophecy, ins Studio, um das Album Bloodrush aufzunehmen. Die Band erreichte einen Vertrag bei Twilightzone Records, bei dem das Album im April 2010 erschien. Im Herbst 2010 kam Connie Andreszka als Gitarrist zur Band. Im Jahr 2011 folgten Auftritte zusammen mit Death Angel, Vicious Rumors und Détente. Daraufhin begannen die Arbeiten zum dritten Album, während Robo Indrist als neuer Schlagzeuger zur Band kam.

## Stil
Die Band spielt klassischen Thrash Metal, wobei die Musik mit den Werken von Gruppen wie Kreator, Slayer, Sodom, Forbidden, späten Darkness und Accuser vergleichbar ist.

## Diskografie
- 1989: Splended Deed (Album, Steps Records)
- 2010: Bloodrush (Album, Twilightzone Records)